# Aeroportul Internațional Pago Pago
Aeroportul Internațional Pago Pago (IATA: PPG, ICAO: NSTU, FAA LID: PPG) este un aeroport din Pago Pago, Maoputasi County⁠(d), Eastern District⁠(d), Samoa Americană, Statele Unite ale Americii ce deservește zona Pago Pago. Aeroportul a fost tranzitat în 2019 de 118.492 de pasageri. A fost deschis în 17 martie 1942 și numit după zona deservită.
Situat la o altitudine de 10 m, aeroportul dispune de 2 piste.

## Infrastructură

### Piste
Aeroportul dispune de 2 piste. Pista 05/23 are suprafața de asfalt și dimensiunile 10.000 picioare × 150 picioare. Pista 08/26 are suprafața de asfalt și dimensiunile 3.800 picioare × 100 picioare. 